# 알테수네이트/피로나리딘
알테수네이트/피로나리딘(Artesunate/pyronaridine) 혹은 제품명 피라맥스(Pyramax)는 말라리아(malaria) 치료용의 고정용량 복합제제(fixed-dose combination medication)이다. 열대열말라리아원충(Plasmodium falciparum)과 삼일열말라리아원충(Plasmodium falciparum) 두 유형의 말라리아에 모두 사용된다. 알테수네이트(artesunate)와 피로나리딘(pyronaridine)을 복합한 제제이다. 경구용이다.
두 약제의 혼합은 내성이 좋다. 부작용은 두통, 구토, 기침 등이다. 심각한 간 질환이나 신장 질환 환자에겐 사용을 권고하지 않는다. 초기 임산부에게도 보통 사용을 권고하지 않는다. 그러나 다른 선택지가 없고 치료가 산모의 생명을 구할 수 있을 것이라 예상되는 경우엔 사용한다. 두 약제는 각각 다른 기전(mechanism)으로 작용한다.
WHO 필수 의약품 목록(WHO Model List of Essential Medicines)에 올라 있다.

## 이용
알테수네이트/피로나리딘(Artesunate/pyronaridine)은 열대열말라리아원충(Plasmodium falciparum)과 삼일열말라리아원충(Plasmodium falciparum) 두 유형의 말라리아에 모두 사용된다. 심각한 증상에는 사용을 권고하지 않는다.
2019년 한 리뷰에서는 알테메서/루메판트린(artemether/lumefantrine)에 비견될 만하다고 하였다. 약효는 알테수네이트와 함께 메플로퀸(mefloquine)과도 비슷하다. 말라리아 예방에는 사용을 권고하지 않는다.

## 신약 재창출 연구
알테수네이트/피로나리딘이 코로나19 치료약으로 기능할 수 있는지를 검증하는 임상실험 연구를 진행할 가치가 충분하다는 체외(실험관내)(in vitro) 증거가 있다.

## 같이 보기
- 말라리아
- 코로나19 신약재창출 연구